# Batuanten
Batuanten is een bestuurslaag in het regentschap Banyumas van de provincie Midden-Java, Indonesië. Batuanten telt 4364 inwoners (volkstelling 2010).